# ШКН Санкт Пьолтен
„Санкт Пьолтен“ (на немски: Sportklub Niederösterreich St. Pölten) е австрийски футболен отбор от едноименния град. Основан е през юни 2000 г. Домакинските си мачове играе на стадион „Ен Фау Арена“ с капацитет 8000 зрители. През сезон 2015/16 печели Първа лига и се класира за първи път в историята си в Австрийската Бундеслига.

## Успехи
Купа на Австрия
- Финалист (1): 2013/14

Първа лига
- Шампион (1): 2015/16

Регионална лиге „Изток“ („Ost“)
- Шампион (1): 2007 – 2008

## Участия в Европейските клубни турнири
| Сезон   | Турнир      | Кръг       | Клуб            | Домакин | Гост | Общ резултат |
| ------- | ----------- | ---------- | --------------- | ------- | ---- | ------------ |
| 2014/15 | Лига Европа | Втори кръг | Ботев (Пловдив) | 2:0     | 1:2  | 3:2          |
| 2014/15 | Лига Европа | Трети кръг | ПСВ Айндховен   | 2:3     | 0:1  | 2:4          |

## Български футболисти
- Велислав Вуцов: 1995/96 – (8 мача - 1 гол)
- Александър Георгиев: 1995/97 – (41 мача - 8 гола) - Бундеслига
- Стоян Младенов: 1996 – (14 мача - 2 гола)